# DAZZLE
DAZZLE（）は日本のダンスカンパニー。メンバーは9名。
スローガンは「すべてのカテゴリーに属し、属さない曖昧な眩さ」。ストリートダンスとコンテンポラリー・ダンスを融合した世界で唯一のスタイルを追求し、映画・コミック・ゲームなどのジャパニーズカルチャーの要素を積極的に取り込んだ物語性の強い作品を創り上げている。一部のダンス好きのみならず、より多くの人々にダンスを届け、楽しんでいただけるよう、先鋭的な手法を駆使してその可能性を広げ、「開かれたダンス」の実現を常に目指している。
2017年以降、ロンドン・ニューヨークなどで人気を博しているイマーシブシアター(体験型公演)の制作に取り組み、日本での先駆的な存在として多数の作品を発表、数々の大型・常設公演を成功させている。
出演のみならず、演出・脚本・美術など複数のメンバーが兼任できることから、その作品規模や舞台、実現手法は柔軟かつバリエーションに富んでいる。

## 来歴
- 1996年11月、長谷川達也が大学のダンスサークル仲間の宮川一彦と共に結成。その後、金田健宏、荒井信治らが加入。現在残っている初期メンバーは長谷川達也、宮川一彦、金田健宏の3名。
- 2005年、南雲篤史が加入。
- 2006年、飯塚浩一郎が加入。
- 2013年1月、株式会社DAZZLE設立。
- 2013年12月、渡邉勇樹、高田秀文、宮田祐也が加入。先崎康弘、波多野浩司が脱退。
- 2015年4月、宮田祐也が脱退。
- 2017年4月、三宅一輝が加入。

## メンバー

### 現メンバー
| 名前                                | 生年月日              | 血液型 | 出身地   | 備考 |
| ----------------------------------- | --------------------- | ------ | -------- | ---- |
| 長谷川達也（はせがわ たつや）       | 1977年1月27日（48歳） | AB型   | 千葉県   | 主宰 |
| 宮川一彦（みやがわ かずひこ）       | 1976年5月11日（49歳） | A型    | 岐阜県   |      |
| 金田健宏（かねだ たけひろ）         | 1977年4月12日（48歳） | A型    | 神奈川県 |      |
| 荒井信治（あらい しんじ）           | 1979年5月26日（46歳） | O型    | 茨城県   |      |
| 飯塚浩一郎（いいづか こういちろう） | 1978年6月9日（47歳）  | B型    | 東京都   |      |
| 南雲篤史（なぐも あつし）           | 1982年6月21日（42歳） | B型    | 新潟県   |      |
| 渡邉勇樹（わたなべ ゆうき）         | 1982年8月23日（42歳） | A型    | 埼玉県   |      |
| 高田秀文（たかだ ひでふみ）         | 1982年9月15日（42歳） | AB型   | 埼玉県   |      |
| 三宅一輝（みやけ いっき）           | 1985年4月23日（40歳） | O型    | 三重県   |      |

### 元メンバー
| 名前       |
| ---------- |
| 先崎康弘   |
| 波多野浩司 |
| 宮田祐也   |

## バイオグラフィー
単独公演
- 第1回公演「ienai iitai」(2007年2月16日-18日)池袋シアターグリーン
- 第2回公演「モウイイヨ」(2008年2月22日-25日)池袋シアターグリーン
- 第3回公演「花ト囮」(2009年2月11日-16日)池袋シアターグリーン
- 第4回公演「0NE」(2010年5月29日-6月2日)あうるすぽっと
- 第5回公演「Re:d」(2011年4月21日-25日)あうるすぽっと
- 第6回公演「花ト囮」(2012年4月11日-15日)再演、あうるすぽっと
- 第7回公演「SHADOW GAME」(2013年1月13日-15日)スパイラルホール
- 「SHADOW GAME -deep-」(2013年9月18日)かめありリリオホール
- 第8回公演「二重ノ裁ク者」特設ページ(2014年2月14日-16日)東京芸術劇場プレイハウス
- 第9回公演「花ト囮」(2014年9月6日‐7日)再々演、東京国際フォーラムホールC
- 20周年記念公演「鱗人輪舞」(2016年10月14日-23日)あうるすぽっと
- 「NORA」特設ページ(2021年6月25日-7月4日)あうるすぽっと

イマーシブシアター
- イマーシブシアター 「Touch the Dark」特設サイト(2017年8月25日-9月3日)渋谷
- イマーシブシアター「Touch the Dark」特設サイト(2017年10月26日-29日)再演、渋谷
- イマーシブシアター「Touch the Dark 2018」特設サイト(2018年11月22日-12月2日)渋谷
- イマーシブシアター「SHELTER」特設サイト(2019年8月8日-24日)東京都世田谷区内 特別会場
- オンラインイマーシブシアター「Labyrinth 東京C」公式YouTubeチャンネル(2020年5月31日-)
- オンラインイマーシブシアター「Bet your ALL」公式YouTubeチャンネル(2020年8月28日-)
- オンラインイマーシブシアター「夜想 百物語」特設サイト(2021年2月27日-4月13日期間中全4回)
- イマーシブシアター 「Venus of TOKYO」公演オフィシャルHP公式Twitter公式Instagram公式TikTok

- 【REAL】(2021年6月5日-2022年3月27日)お台場ヴィーナスフォート
- 【ONLINE】ONLINE専用Twitter(2021年7月-2022年3月27日)

- イマーシブシアター「百物語 - 夜香花 -」公演オフィシャルHP公式Twitter公式Instagram

- 【REAL】(2022年8月19日-9月19日)下北沢
- 【ONLINE】ONLINE専用Twitter、各日最終回のみ(千穐楽のみ全回)実施

- イマーシブシアター「百物語 - 夜香花 -」再演 公演オフィシャルHP公式Twitter公式Instagram

- 【REAL】(2022年11月26日-12月4日)京都五條会館
- 【ONLINE】ONLINE専用Twitter、各日最終回のみ(千穐楽のみ全回)実施

- イマーシブシアター「百物語 - 零レ桜 -」公演オフィシャルHP公式Twitter公式Instagram

- 【REAL】(2023年3月10日-4月9日)表参道
- 【ONLINE】ONLINE専用Twitter、各日最終回のみ(千穐楽のみ全回)実施

- イマーシブシアター「百物語 - 君影草 -」 公演オフィシャルHP公式Twitter公式Instagram

- 【REAL】(2023年5月26日-6月4日)京都五條会館
- 【ONLINE】ONLINE専用Twitter、各日最終回のみ(千穐楽のみ全回)実施

- イマーシブシアター 「Lost in the pages」公演オフィシャルHP公式Instagram

- 【REAL】(2023年4月28日-2024年6月30日)ABAB UENO
- 【ONLINE】ONLINE専用 X（旧Twitter）(2024年1月7日-6月30)

- イマーシブシアター 「Unseen you」公演オフィシャルHP公式Instagram

- 【REAL】(2023年9月1日-2025年5月6日)シャレイ白金
- 【ONLINE】(2024年8月3日-2025年5月6日)

- クルージング・イマーシブシアター 「海へ還る風となって - The wind returns to the sea -」公演オフィシャルHP横浜市観光情報サイト(2023年10月13日-14日)横浜市みなとみらい、関内・関外地区
- イマーシブエクスペリエンス 「Anemoia Tokyo」公演オフィシャルHP公式Instagram(2024年10月11日-)東京駅近郊

単独イベント
- DAZZLEショーケース「Re:birth」(2011年12月10日)スパイラルホール
- 二重ノ裁ク者DVDリリース発売記念プレミアムイベント(2015年11月7日)東劇
- イラン公演報告会(2016年4月10日)代官山GOBLIN.
- DAZZLE20周年感謝祭(2017年1月21日)GOBLIN.千駄ヶ谷
- 20周年記念写真集 発売記念 写真展(2017年4月1日-2日)松崎ビル(旧松崎煎餅本店)
- DAZZLE FAN MEETING 2017(2017年12月16日)Creator'sDistrict神保町
- TheFinal“TouchtheDark”TalkShow(2019年3月9日)渋谷
- 第1回 ELZZADミーティング(2019年12月21日)「SHELTER」上演会場
- ELZZADオンラインミーティング2021(2021年3月21日)オンライン(YouTubeライブ配信)
- ELZZADミーティング2022(2022年4月17日)渋谷キャスト SPACE
- ELZZADミーティング2023(2023年2月18日)東京某所(場所非公開)
- ELZZADミーティング2024(2024年2月4日)東京某所(場所非公開)
- ELZZADミーティング2025(2025年4月20日)東京某所(場所非公開)

演劇祭招聘
- SAMJOKOアジア演劇祭 (大韓民国)　「花ト囮」(2010年8月)
- シビウ国際演劇祭（ルーマニア）「花ト囮」(2011年5月)
- ファジル国際演劇祭（イラン）「花ト囮」　特別賞と舞台美術賞を受賞(2012年2月)
- ファジル国際演劇祭（イラン）「SHADOW GAME」(2016年1月)
- 香港国際芸術祭「2025 “No Limits”」（香港）「The Falling」(2025年3月)、DAZZLE x BOTANとして出演（長谷川・高田・三宅）

出演、客演公演
- あっとホーム東京5周年×琉球の風なの？10周年(2009年4月29日)横浜ベイホール、長谷川・南雲以外での出演
- WORLD WIDE(2009年1月25日)品川ステラボール、出演
- RAYNET 15周年記念公演 バーレスクレビュウ「Birth ～誕生～」- memento mori -(2011年2月25日-26日)出演
- Legend Tokyo Chapter.1「DANCE ENTERTAINMENT NEO GENESIS」「花ト囮」(2011年7月29日)出演
- THE FIVE SHOW「君と僕の星」(2012年4月28日-29日)出演
- 「大友克洋GENGA展」特別出演(2012年5月)
- Legend Tokyo Chapter.2「the WORLD we never know」レジェンドゲスト「大東京帝国」(2012年8月2日-3日)ゲスト出演
- 「*ASTERISK」特設ページ(2013年5月18日-19日)東京国際フォーラム ホールC、演出、脚本、出演
- TOKYO TRADITIONAL ARTS PROGLAM伝統WA感動上妻宏光と共演(2013年12月)
- 上妻宏光 日本流伝心祭 クサビ-楔-其ノ参 出演(2014年3月)公式HPDAZZLE以外の参加演者日野皓正、小野リサ、中村獅童、中村傳次郎、上間綾乃
- Earth Celebration 城山コンサートで鼓童と共演(2014年8月22日‐24日)
- TOKYO stylish night Reflection 東京国際フォーラム地上広場イベント(2014年12月19日-28日)ダンシングナイト演出、参加
- BLUE TOKYO BLUE vol.3～藍を舞う(2015年1月24、25日）演出、ゲスト出演
- airweave presents「バラーレ」公式HP(2015年3月7日‐15日)坂東玉三郎演出、出演
- ブロードウェイダンスセンター30周年記念SHOWCASE GET DIVERSE-多様化せよ-(2015年5月29日-30日)ゲスト出演
- フィットネスコレクション2015(2015年7月20日)ゲスト出演
- 横浜アーツフェスティバル実行委員会主催 Dance Dance Dance@ YOKOHAMA 2015 横浜ベイサイドステージ(2015年8月22-23日)ゲスト出演
- 横浜ダンスコレクション(2016年2月14日)日本・フィンランドダブルビル スペシャルプログラム出演
- ASTERISK Goodbye,Snow White (2016年5月) 7人の大人役で出演
- 上妻宏光 日本流伝心祭 クサビ-楔-其ノ五　出演(2017年1月1日)公式HPDAZZLE以外の参加演者市川九團次、由紀さおり、林英哲、田中傳次郎、MIYAVI
- 「*ASTERISK」特設ページ(2014年5月9日-11日)東京国際フォーラム ホールC、演出、脚本、出演
- Legend Tokyo Chapter.6 学生コレオグラファー部門(2016年8月12日) ゲスト出演
- ストリートシアターフェス ストレンジシード静岡2017公式HP(2017年5月7日)静岡・市役所前ステージ、出演
- アスタナ国際博覧会(2017年7月22日)ジャパンデー出演
- IWATA DANCE EVOLUTION 5周年記念公演「DANCE DREAM in 磐田」(2017年11月19日)出演
- アジア太平洋障害者芸術祭 TRUE COLOURS FESTIVAL（シンガポール）「Seek the Truth(真実を求めて)」(2018年3月23日-25日)シンガポール・インドア・スタジアム
- Hibiya Festival The Stage「ピノキオの嘘」特設サイト(2018年4月27日-28日)東京ミッドタウン日比谷 Q HALL、出演
- Hibiya Festival Hibiya Step Show(2018年4月29日)日比谷ステップ広場、出演
- ストリートシアターフェス ストレンジシード静岡2018「nein」公式HP(2018年5月5日‐6日)静岡・市役所前ステージ、出演
- SUPERSWAN 新演出『白鳥の湖』全2幕(2018年6月30日-7月1日)豊洲シビックセンターホール、長谷川・宮川・金田・南雲・高田が出演
- EARTH CELEBRATION 2018 ハーバーマーケットライブ「鼓童 Dance Night～CHAKKA FES～」公式HP(2018年8月17日)小木みなと公園特設ステージ、長谷川・荒井が出演
- DanceDanceDance@YOKOHAMA2018「ピノキオの嘘」(2018年9月8日-9日)再演、横浜赤レンガ倉庫1号館3階ホール、出演
- 東京ワンピースタワー×イマーシブシアター「時の箱が開く時」特設サイト(2018年9月22日-30日)東京ワンピースタワー、出演
- 東京ワンピースタワー×イマーシブシアター「時の箱が開く時」特設サイト(2019年1月10日-25日)再演、東京ワンピースタワー、出演
- SUPERSWAN 新演出『白鳥の湖』全2幕(2019年6月28日-29日)再演、豊洲シビックセンターホール、長谷川・宮川・金田・南雲・高田が出演
- 日中韓芸術祭2019（大韓民国）鼓童と共演(2019年8月29日)金田・荒井・飯塚・南雲・高田・三宅が出演
- 「音楽舞踊劇 新選組・土方歳三」(2019年9月29日)たましんRISURUホール(立川市市民会館)大ホール、長谷川・金田・荒井・高田が出演
- イマーシブシアター『サクラヒメ』～『桜姫東文章』より～公式HP(2020年1月24日-2月4日)京都四條南座、演出、脚本、高田が出演
- ミュージカル「NINE」公式HP、出演・振付

- 東京公演(2020年11月12日-29日)TBS赤坂ACTシアター
- 大阪公演(2020年12月5日-13日)梅田芸術劇場メインホール

- DANCE DRAMA「Breakthrough Journey」(2021年1月30日-31日)国際障害者交流センター ビッグ・アイ 多目的ホール、演出、脚本、出演
- DANCE DRAMA「Breakthrough Journey」(2022年10月1日-2日)東京芸術劇場プレイハウス、演出、脚本、出演
- True Colors Festival THE CONCERT 2022(2022年11月19日-20日)東京ガーデンシアター、BOTAN & DAZZLEとして出演（高田以外）
- 「きょうとまるごとお茶の博覧会」プレイベント(2024年11月10日)北野天満宮、長谷川・宮川・金田・荒井・飯塚が出演

### 補足
- 第五回公演「Re:d」、第六回公演「花ト囮」の衣裳を手掛けたのは衣裳デザイナーの北村道子。20周年記念公演「鱗人輪舞」でも衣裳監修をしている。
- 第八回公演「二重ノ裁ク者」のナレーションは俳優の浅野忠信が務めた。
- 劇中に使用する音楽の大部分をオリジナルで制作している。テレビドラマのサウンドトラックで有名な林ゆうきの制作する作品も多く、20周年記念公演「鱗人輪舞」ではサウンドトラックを発売した。

## ディスコグラフィ

### 映像作品

#### 本公演
| - | タイトル     | 発売日     | 規格    | 販売元          | 品番       | 備考 |
| 1 | ienai iitai  | 2007/10    | DVD     |                 |            |      |
| 2 | モウイイヨ   | 2008/10/10 | DVD     | アルバトロス    | ALBPD-0260 |      |
| 3 | 花ト囮       | 2009/12/09 | DVD     | アルバトロス    | ALBPD-0380 |      |
| 4 | 0NE          | 2010/12/03 | DVD     | アルバトロス    | ALBPD-0500 |      |
| 5 | Re:d         | 2011/12/02 | DVD     | アルバトロス    | ALBPD-0540 |      |
| 6 | SHADOW GAME  | 2013/10/25 | DVD     | DAZZLE creation | DAZL-0007  |      |
| 7 | 二重ノ裁ク者 | 2015/12/17 | DVD     | DAZZLE creation | DAZL-0008  |      |
| 8 | 鱗人輪舞     | 2021/06/25 | Blu-ray | DAZZLE creation | DAZL-0009  |      |

#### その他
| - | タイトル                                 | 発売日     | 規格 | 販売元          | 品番      | 備考                                                    |
| 1 | Moon Shot                                | 2012/08/15 | DVD  | N5-nest         | OURS-3    | SOUR×DAZZLEのコラボ公演                                 |
| 2 | *ASTERISK 2013年版                       | 2014/05/09 | DVD  | Parco           | PTDV-87   |                                                         |
| 3 | TRIPS & BIBLIOMANIA MEETS TWOTH          | 2016/12/07 | DVD  | 2.5D PRODUCTION | TDPCD-006 | BIBLIOMANIA (starring DAZZLE ver.)に参加                |
| 4 | *ASTERISK Goodbye,Snow White 新釈 白雪姫 | 2018/03/15 | DVD  | Parco           | PTDV-95   |                                                         |
| 5 | ミュージカル「NINE」                     | 2021/04/16 | DVD  | 梅田芸術劇場    | ZK021     | 東京公演(赤坂ACTシアター：2020年11月22日17:00公演) 収録 |

## 受賞歴
- 2001年　YOKOHAMA DANCE FLASH 準優勝
- 2001年4月　YOKOHAMA DANCE DELIGHT vol.1 準優勝
- 2001年7月　JAPAN DANCE DELIGHT vol.8 準優勝[40]
- 2009年3月　グリーンフェスタ 2009 グランプリ（『花ト囮』）[41]
- 2010年3月　若手演出家コンクール 優秀賞（『花ト囮』）
- 2011年7月　Legend Tokyo Chapter.1大会 最優秀作品賞〝レジェンド〟（『花ト囮』）[42]
- 2011年7月　KAAT STREET DANCE FESTIVAL TheatriKA'l(シアトリカル) 優勝
- 2012年2月　第30回ファジル国際演劇祭 審査員特別賞・舞台美術賞(『花ト囮 / Misty Mansion』)